# Aneko Yusagi
Aneko Yusagi (アネコユサギ Yusagi Aneko?) es una novelista japonesa. Desde octubre de 2012, ha estado publicando sus obras en el sitio web de autopublicación de novelas Shōsetsuka ni Narō.

## Carrera
Yusagi debutó con Dimension Wave en octubre de 2012 en el sitio japonés de novelas web Shōsetsuka ni Narō. Posteriormente, fue publicada oficialmente bajo el sello Hero Bunko en 2019.
Ese mismo mes, Yusagi comenzó a publicar Tate no Yūsha no Nariagari en Shōsetsuka ni Narō, la cual recibiría su lanzamiento oficial en 2013 bajo el sello MF Books de Media Factory. La serie recibió una adaptación al manga en 2014. La primera adaptación de la serie al anime se estrenó en 2019, seguida de una segunda temporada en 2022. En 2017, Yusagi también empezó a publicar una serie derivada titulada Yari no Yūsha no Yarinaoshi.
En mayo de 2015, Yusagi comenzó a publicar Ore dake Kaereru Kurasu Teni en Shōsetsuka ni Narō, la cual fue lanzada oficialmente en 2016.
Su siguiente obra, Dokutsukai no Dōbōsha ~Shōgeki no Afureta Isekai de, Nazeka Ore wa Kaifukushiteiru~, fue publicada en Shōsetsuka ni Narō desde 2017 a 2018, antes de ser publicada oficialmente por Media Factory ese mismo año.
En enero de 2019, lanzó en Shōsetsuka ni Narō la novela Isekai no Senshi Toshite Kuni ni Manekareta Kedo, Kotowatte Heishi Kara Hajimeru Koto ni Shita, que comenzó su publicación oficial más adelante ese mismo año. Esta obra ganó el 7.º Premio Netto Shōsetsu (Premio a la adaptación al manga), lo que llevó a que recibiera una adaptación al manga en 2020.
En octubre de 2020, lanzó en Shōsetsuka ni Narō la novela Munō Atsukai Sarete Party kara Tsuihō Sareta... Kedo, Nazeka Onna Yūsha ga "Kimi ga Hitsuyou da" to Itte Issho ni Tsuite Kita!?, la cual fue lanzada oficialmente en 2021.
Ese mismo año, durante la pandemia de COVID-19, Yusagi participó en el proyecto de apoyo de Hero Bunko titulado Kodomo Novel Project, contribuyendo con un relato corto autoconclusivo titulado Kēki ni Naritakatta Sponge.

## Trabajos
| Año de publicación                                 | Título | Título en japonés                                                                                     | Tipo     | Volúmenes | Estado     | Nota(s)                                                                                    | Refs.         |
| -------------------------------------------------- | --- | --- | -------- | --------- | ---------- | ------------------------------------------------------------------------------------------ | ------------- |
| 2012–presente (novela web) 2019–presente (impresa) | Dimension Wave | ディメンションウェーブ                                                                                | Novela   | 7         | En curso   | Escrita por Yusagi e ilustrada por Ryō Ueda.                                               | [ 1 ] [ 2 ]   |
| 2012–2015 (novela web) 2014–presente (impresa)     | Tate no Yūsha no Nariagari | 盾の勇者の成り上がり                                                                                  | Novela   | 22        | En curso   | Escrita por Yusagi e ilustrada por Minami Seira.                                           | [ 3 ] [ 4 ]   |
| 2012–presente                                      | Tate no Yūsha no Nariagari | 盾の勇者の成り上がり                                                                                  | Manga    | 28        | En curso   | Escrita por Yusagi e ilustrada por Aiya Kyū.                                               | [ 5 ]         |
| 2015–2016 (novela web) 2016–2017 (impresa)         | Ore dake Kaereru Kurasu Teni | 俺だけ帰れるクラス転移                                                                                | Novela   | 3         | Finalizado | Escrita por Yusagi e ilustrada por Ponzu Yūkyū.                                            | [ 9 ] [ 10 ]  |
| 2017–2023                                          | Yari no Yūsha no Yarinaoshi | 槍の勇者のやり直し                                                                                    | Manga    | 11        | Finalizado | Escrita por Yusagi e ilustrada por Neet.                                                   | [ 21 ]        |
| 2017–presente (impresa)                            | Yari no Yūsha no Yarinaoshi | 槍の勇者のやり直し                                                                                    | Novela   | 5         | En curso   | Escrita por Yusagi e ilustrada por Minami Seira.                                           | [ 8 ]         |
| 2018–2020                                          | Tate no Yūsha no Toaru Ichinichi                                                                                                | 盾の勇者のとある一日                                                                                  | Manga    | 3         | Finalizado | Escrita por Yusagi e ilustrada por Akagashi.                                               | [ 22 ]        |
| 2017–2018 (novela web) 2018 (impresa)              | Dokutsukai no Dōbōsha ~Shōgeki no Afureta Isekai de, Nazeka Ore wa Kaifukushiteiru~                                             | 毒使いの逃亡者 〜瘴気のあふれた異世界で、なぜか俺は回復している〜                                     | Novela   | 2         | Finalizado | Escrita por Yusagi e ilustrada por Yūichi Murakami.                                        | [ 11 ] [ 12 ] |
| 2019–presente (novela web) 2019–presente (impresa) | Isekai no Senshi Toshite Kuni ni Manekareta Kedo, Kotowatte Heishi Kara Hajimeru Koto ni Shita                                  | 異世界の戦士として国に招かれたけど、断って兵士から始める事にした                                      | Novela   | 2         | En curso   | Escrita por Yusagi e ilustrada por Chisato Naruse.                                         | [ 14 ] [ 15 ] |
| 2019–2023                                          | Tate no Yūsha no Oshinagaki | 盾の勇者のおしながき                                                                                  | Manga    | 7         | Finalizado | Escrita por Yusagi e ilustrada por Amamichi Akano.                                         | [ 23 ]        |
| 2019                                               | Tate no Yūsha no Nariagari | 盾の勇者の成り上がり                                                                                  | Anime    | —         | Finalizado | Creadora original.                                                                         | [ 6 ]         |
| 2020–presente                                      | Isekai no Senshi Toshite Kuni ni Manekareta Kedo, Kotowatte Heishi Kara Hajimeru Koto ni Shita                                  | 異世界の戦士として国に招かれたけど、断って兵士から始める事にした                                      | Manga    | 12        | En curso   | Escrita por Yusagi e ilustrada por CHIHIRO.                                                | [ 24 ]        |
| 2020–presente (novela web) 2021–presente (impresa) | Munō Atsukai Sarete Party kara Tsuihō Sareta... Kedo, Nazeka Onna Yūsha ga "Kimi ga Hitsuyou da" to Itte Issho ni Tsuite Kita!? | 無能扱いされてパーティーから追放された――けど、 なぜか女勇者が「君が必要だ」と言って一緒についてきた!? | Novela   | 2         | En curso   | Escrita por Yusagi e ilustrada por Piyoko Hatori.                                          | [ 18 ] [ 19 ] |
| 2020                                               | Kēki ni Naritakatta Sponge | ケーキになりたかったスポンジ                                                                          | Relato   | 1         | Finalizado | Parte del proyecto de apoyo de Hero Bunko titulado Kodomo Novel Project.                   | [ 20 ]        |
| 2020                                               | Isekai Quartet 2 | 異世界かるてっと2                                                                                     | Anime    | —         | Finalizado | Creadora original junto a Natsume Akatsuki, Kugane Maruyama, Carlo Zen y Tappei Nagatsuki. | [ 25 ]        |
| 2022                                               | Tate no Yūsha no Nariagari Season 2                                                                                             | 盾の勇者の成り上がり Season2                                                                          | Anime    | —         | Finalizado | Creadora original.                                                                         | [ 26 ]        |
| 2022                                               | Isekai Quartet Movie: Another World                                                                                             | 劇場版 異世界かるてっと ～あなざーわーるど～                                                          | Película | —         | Finalizado | Creadora original junto a Natsume Akatsuki, Kugane Maruyama, Carlo Zen y Tappei Nagatsuki. | [ 27 ]        |
| 2023                                               | Tate no Yūsha no Nariagari Season 3                                                                                             | 盾の勇者の成り上がり Season 3                                                                         | Anime    | —         | Finalizado | Creadora original.                                                                         | [ 28 ]        |
| 2025                                               | Tate no Yūsha no Nariagari Season 4                                                                                             | 盾の勇者の成り上がり Season 4                                                                         | Anime    | —         | En curso   | Creadora original.                                                                         | [ 29 ]        |
| TBA                                                | Isekai Quartet 3 | 異世界かるてっと3                                                                                     | Anime    | —         | En curso   | Creadora original junto a Natsume Akatsuki, Kugane Maruyama, Carlo Zen y Tappei Nagatsuki. | [ 30 ]        |